# 美国种族及民族

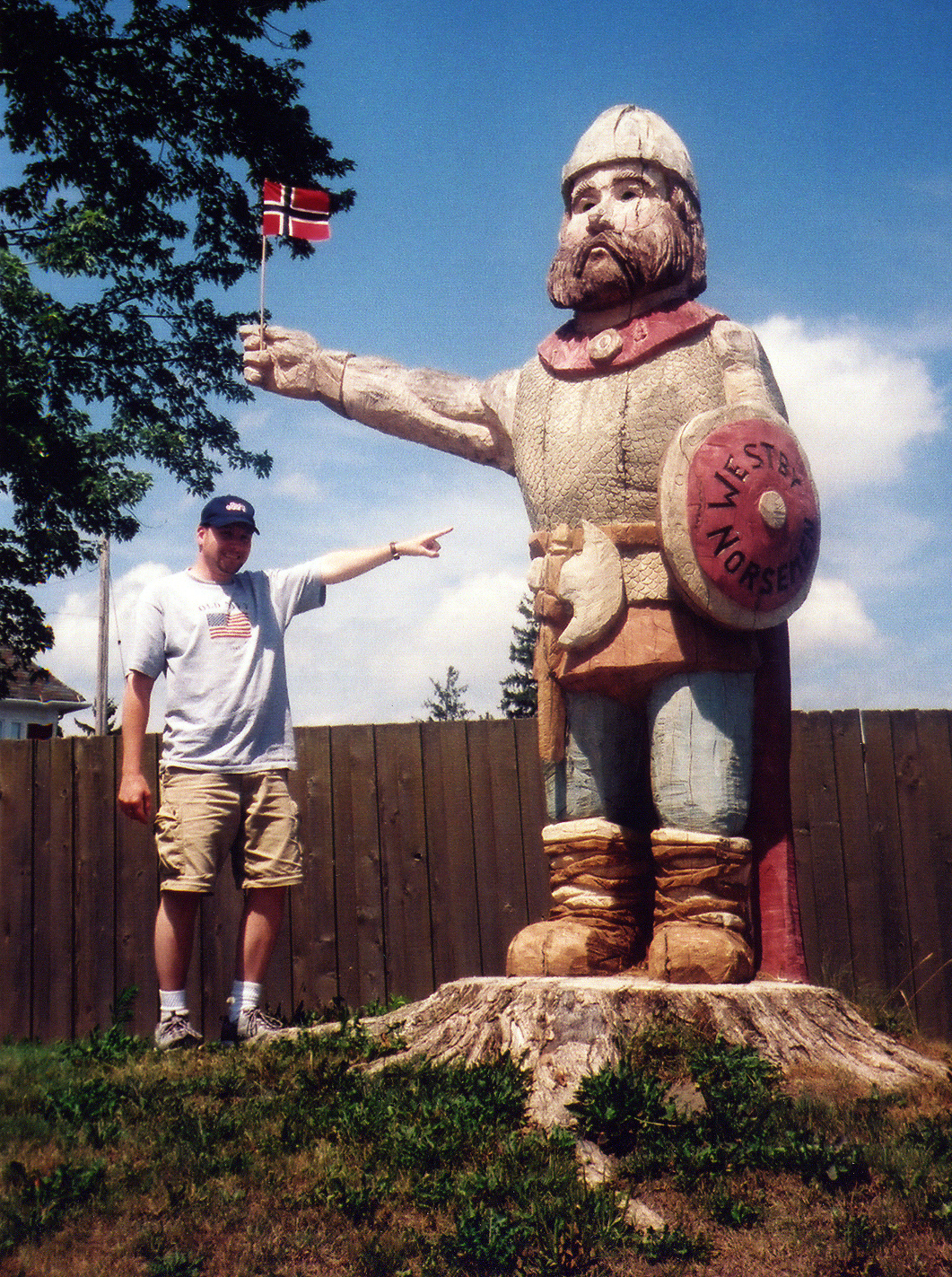
挪威裔美國人社區

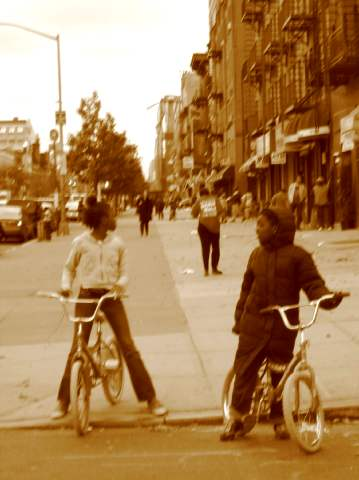
紐約哈林區非洲裔美國人

美国从种族和民族上来讲都是一个多元化国家。官方承认六大种族：白人、美国印第安人、阿拉斯加人、亚洲裔美国人、非洲裔美国人和夏威夷及太平洋岛屿原住民。有时也有“其他种族”来指同时归属于两个及以上种族的人，但这并不是官方说法 。美国人口调查局有时候也会使用“西班牙或拉丁人”来鉴别这一种族，实际上如此算来的话“拉丁裔美国人”是美国全国最大的少数民族群体。
在美國獨立戰爭之前，其中大部分美国人是原住民印第安人、歐裔（欧洲殖民者）、黑人（非洲黑奴），其他则是从美国立国后，从世界各地来美国淘金、謀生的人以及逃避战争的人等等。2008年统计美国人口已经突破3亿人。
美國由于早期对移民相对宽松，因此擁有十分多樣化的種族及民族，歐裔佔大部份（約2/3），而其餘三分之一的少數人種多集中在沿海或都會區。拉丁裔為一支人種分化廣泛的民族，為少數民族中的最多數。非裔美国人則集中在南部、及部分東北及中西部，為美國少數種族中的最多數。2006年美國社區調查顯示（American Community Survey，ACS），全美人口中歐裔美人就佔74%，其中約有8%為部分拉丁美裔；未混有拉丁美裔血統之歐裔美裔者則約佔66％。
歐裔在每個區域都佔多數，又以中西部為尤，高達82%全區人口。亞裔美人集中在西岸地區，其中有47%居住於加州及夏威夷等地。美洲原住民部分也集中於西部，公元2000年人口調查發現目前美洲原住民人口約有490萬人，這是自從1776年來最高的數字，超越西部四分之三的夏威夷原住民及太平洋群島地區原住民數量。其他裔籍者則大部份居住於西部或南部，这些地区約有69%多族裔美国人（multiracial）居住。拉丁裔人口佔西部人口27%，佔拉丁裔全國人口分佈之43%。

## 種族與民族分類

### 現行分類
2024年3月，美國白宮行政管理和預算局（Office of Management and Budget, OMB）公佈了新的種族與民族分類標準。現行的標準將所有美國人分類為七大族裔，並在各大族裔之下進行細分，其定義如下：
| 族裔                         | 英文                                |
| ---------------------------- | ----------------------------------- |
| 美洲印第安人或阿拉斯加原住民 | American Indian or Alaska Native    |
| 亞裔                         | Asian                               |
| 黑人或非裔美国人             | Black or African American           |
| 西班牙或拉丁裔               | Hispanic or Latino                  |
| 中東或北非                   | Middle Eastern or North African     |
| 夏威夷人或太平洋島原住民     | Native Hawaiian or Pacific Islander |
| 白人                         | White                               |

### 1997年分類
2024年修正前，美國使用以下種族與民族分類。
| 民族                         | 英文                                |
| ---------------------------- | ----------------------------------- |
| 西班牙或拉丁裔               | Hispanic or Latino                  |
| 非西班牙或拉丁裔             | Not Hispanic or Latino              |
| 種族                         | 英文                                |
| 美洲印第安人或阿拉斯加原住民 | American Indian or Alaska Native    |
| 亞裔                         | Asian                               |
| 黑人或非裔美国人             | Black or African American           |
| 夏威夷人或太平洋島原住民     | Native Hawaiian or Pacific Islander |
| 白人                         | White                               |

## 2010年美國主要族裔人口
| 排名 | 族裔                             | 人數       | 比例  |
| ---- | -------------------------------- | ---------- | ----- |
| 1    | 德裔美國人                       | 49,206,934 | 17.1% |
| 2    | 非裔美國人                       | 41,284,752 | 13.6% |
| 3    | 愛爾蘭裔美國人                   | 35,523,082 | 11.6% |
| 4    | 墨西哥裔美國人                   | 31,789,483 | 10.9% |
| 5    | 英格蘭裔美國人                   | 26,923,091 | 9.0%  |
| 6    | 本土化血統者（大多具有歐裔血统） | 19,911,467 | 6.7%  |
| 7    | 義大利裔美國人                   | 17,558,598 | 5.9%  |
| 8    | 亞裔美國人                       | 17,558,598 | 4.4%  |
| 9    | 波蘭裔美國人                     | 9,739,653  | 3.0%  |
| 10   | 法裔美国人                       | 9,136,092  | 2.9%  |
| 11   | 蘇格蘭裔美国人                   | 5,706,263  | 1.9%  |
| 12   | 蘇格蘭和愛爾蘭混血裔             | 5,102,858  | 1.7%  |
| 13   | 美國原住民                       | 4,920,336  | 1.6%  |
| 14   | 荷蘭裔美國人                     | 4,810,511  | 1.6%  |
| 15   | 波多黎各裔美國人                 | 4,607,774  | 1.5%  |
| 16   | 挪威裔美国人                     | 4,557,539  | 1.5%  |